# نیدر
نیدر، روستایی از توابع بخش موچش شهرستان کامیاران در استان کردستان ایران است. در اطراف این روستا روستاهای کومائین ، قه لای(قلعه) کومائین، مامیزه ک (محمود گزک)، نصرت آباد،گرگر سفلی، سه رکاریز(سرکهریز) و وه رمکان(ورمکان) وجود دارد. این روستا از طریق کشاورزی محدود و دامداری ارتزاق می کنند اما عمده درآمد آنها از طریق بافتن قالی دست بافت توسط زنان روستا تامین می شود.از کوههای مشهور این روستا کوه ماین زه رد، گا کوچکه ، بان قه لوه ز، دول بناو، غلام ویس و غیره می باشد.

## جمعیت
این روستا در دهستان سورسور قرار دارد و براساس سرشماری مرکز آمار ایران در سال ۱۳۸۵، جمعیت آن ۱۷۹ نفر (۴۵خانوار) بوده‌است.